# DeAnna Bennett
Pour les articles homonymes, voir Bennett.
DeAnna Bennett née le 18 novembre 1984 à Orem dans l'Utah aux États-Unis, est une pratiquante américaine d'arts martiaux mixtes (MMA).
Elle fait ses débuts en tant que professionnelle en 2012. Après quatre victoires consécutives dans la promotion mineure Showdown Fights, elle rejoint l'organisation féminine Invicta Fighting Championships en 2014. À la suite d'un parcours de quatre victoires sans défaite, elle échoue à s'emparer du titre des poids pailles de l'Invicta FC face à Lívia Renata Souza en janvier 2016.
Bennett a ensuite l'occasion de rejoindre la plus grande organisation mondiale de la discipline, l'Ultimate Fighting Championship (UFC) en participant à la 26e saison de la série The Ultimate Fighter en 2017. La saison couronne la première championne de la nouvelle division des poids mouches au sein de la promotion américaine. Mais les prestations de la combattante ne suffisent pas à lui faire décrocher un contrat avec l'UFC au-delà de l'émission.
Elle retourne donc concourir à l'Invicta FC jusqu'en 2019 puis finalement au Bellator MMA depuis 2020.

## Parcours en arts martiaux mixtes

### Débuts
Deanna Bennett a participé à deux combats amateurs en 2011 lors de deux événements Jeremy Horn's Elite Fight Night à Lehi dans l'Utah (États-Unis). Elle a remporté ses deux combats, le 14 janvier 2011 face à Ariel Endsley par TKO et le 30 septembre 2011 face à l'Américaine Rianne Whiting par décision unanime.
Deanna Bennett est alors engagée par Showdown Fights et remporte sa première victoire en professionnelle le 24 février 2012 face à l'Américaine Andrea Miller par TKO. Elle enchaîne quatre victoires consécutives avant de signer avec l'Invicta FC.

### Invicta Fighting Championships
Le 6 septembre 2014 Deanna Bennett fait ses débuts avec l'Invicta FC. Elle se montre très incisive face à l'Américaine Michelle Ould et remporte la victoire grace par TKO (coup de pied au foie).
Lors de l'Invicta FC 10 du 5 décembre 2015 elle s'impose face à la Brésilienne Jennifer Maia par décision unanime (30-27, 29-28, 29-28).
Deanna Bennett s'impose à nouveau lors de l'Invicta FC 11 du 27 février 2015 face à l'Américaine Norma Rueda Center par décision unanime et porte son palmarès à 7-0.

## Palmarès en arts martiaux mixtes
| 9 combats      | 8 victoires | 1 défaites |
| Par KO         | 2           | 1          |
| Par soumission | 2           | 0          |
| Sur décision   | 4           | 0          |

| Résultat | Record | Adversaire         | Méthode                                       | Événement                                 | Date              | Round | Temps | Lieu                                | Notes                                          |
| -------- | ------ | ------------------ | --------------------------------------------- | ----------------------------------------- | ----------------- | ----- | ----- | ----------------------------------- | ---------------------------------------------- |
| Défaite  | 8-1    | Livia Renata Souza | TKO (coup de pied au corps et coups de poing) | Invicta FC 15: Cyborg vs. Ibragimova      | 16 janvier 2016   | 1     | 1:30  | Costa Mesa, Californie, États-Unis  | Pour le titre de championne des poids pailles. |
| Victoire | 8–0    | Katja Kankaanpää   | Décision unanime                              | Invicta FC 14: Evinger vs. Kianzad        | 12 septembre 2015 | 3     | 5:00  | Kansas City, Missouri, États-Unis   |                                                |
| Victoire | 7–0    | Norma Rueda Center | Décision unanime                              | Invicta FC 11: Cyborg vs. Tweet           | 27 février 2015   | 3     | 5:00  | Los Angeles, Californie, États-Unis |                                                |
| Victoire | 6–0    | Jennifer Maia      | Décision unanime (30-27, 29-28, 29-28)        | Invicta FC 10: Waterson vs. Tiburcio      | 5 décembre 2015   | 3     | 5:00  | Houston, Texas, États-Unis          |                                                |
| Victoire | 5–0    | Michelle Ould      | TKO (coup de pied au foie)                    | Invicta FC 8: Waterson vs. Tamada         | 6 septembre 2014  | 2     | 1:34  | Kansas City, Missouri, États-Unis   |                                                |
| Victoire | 4–0    | Colleen Schneider  | Soumission (étranglement arrière)             | Showdown Fights 14: Heavyweight Collision | 28 juin 2014      | 1     | 3:02  | Orem, Utah, États-Unis              |                                                |
| Victoire | 3–0    | Sharon Jacobson    | Soumission (étranglement arrière)             | Showdown Fights 13                        | 24 janvier 2014   | 1     | 2:12  | Orem, Utah, États-Unis              |                                                |
| Victoire | 2–0    | Julianna Peña      | Décision unanime                              | Showdown Fights 10                        | 8 février 2013    | 3     | 5:00  | Orem, Utah, États-Unis              |                                                |
| Victoire | 1–0    | Andrea Miller      | TKO (coups de poing)                          | Showdown Fights 6: Breakout               | 24 février 2012   | 1     | 2:41  | Orem, Utah, États-Unis              |                                                |